# 1.ª Región Militar (Brasil)
La 1.ª Región Militar «Marechal Hermes da Fonseca» es una de las doce regiones militares del Ejército Brasileño, tiene sede en Río de Janeiro y depende del Comando Militar del Este.

## Historia
El 2 de julio de 1891 se creó el 4.º Distrito Militar por decreto n.º 431, además de otros seis distritos militares numerados.
En 1919 el 4.º adoptó el nombre de 1.ª Región Militar.

## Unidades dependientes
Las unidades dependientes de la 1.ª RM son las listadas a continuación:
- 1.ª Región Militar
  - Hospital Central del Ejército
  - Hospital General de Río de Janeiro
  - Hospital Militar de Resende
  - Odontoclínica Central del Ejército
  - Instituto de Biología del Ejército
  - Laboratorio Químico Farmacéutico del Ejército.
  - Policlínico Militar de Río de Janeiro
  - Policlínico Militar de Praia Vermelha
  - Policlínico Militar de Praia Niterói
  - Prefectura Militar de la Zona Sur.
  - 2.ª Circunscripción de Servicio Militar
  - Base de Administración y Apoyo de la 1.ª Región Militar
  - Compañía de Comando de la 1.ª Región Militar
  - 111.ª Compañía de Apoyo de Material Bélico.